# Giả thuyết Trái Đất hiếm

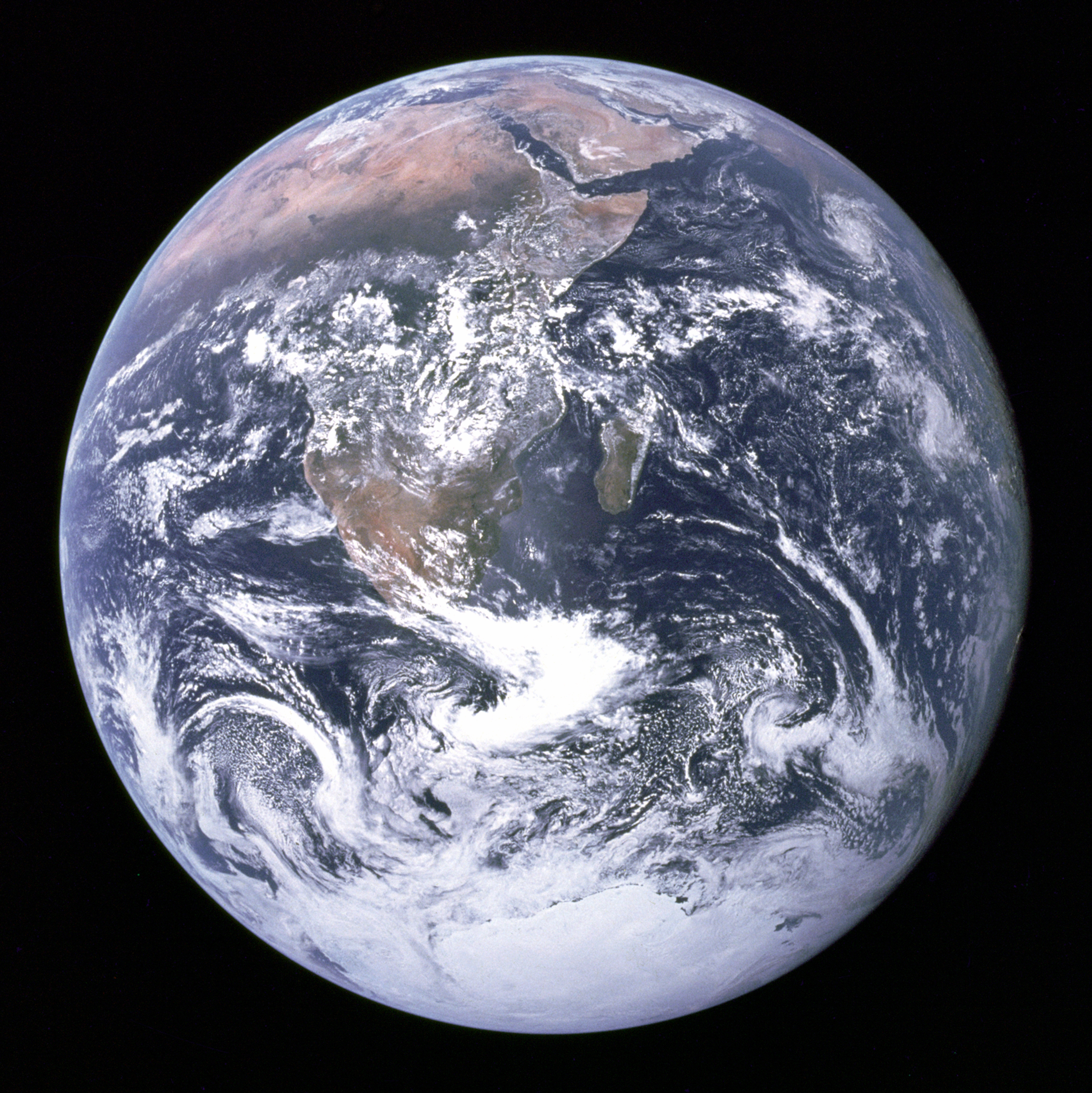
Phải chăng các hành tinh có sự sống như Trái Đất là rất "hiếm"?

Trong thiên văn học hành tinh và sinh học vũ trụ, thuyết Trái Đất hiếm cho rằng để xuất hiện sự sống đa bào phức tạp trên Trái Đất cần một sự kết hợp gần như không thể của các điều kiện thiên văn, địa chất và hoàn cảnh. Thuật ngữ "Trái Đất hiếm" xuất hiện lần đầu trong cuốn sách Trái Đất hiếm: Tại sao dạng sống phức tạp không phổ biến trong vũ trụ của Peter Ward, một nhà địa chất học và cổ sinh vật học, và Donald E. Brownlee, một nhà thiên văn học và sinh học vũ trụ.
Thuyết Trái Đất hiếm đi ngược lại với nguyên tắc tầm thường (còn gọi là nguyên tắc Copernicus), vốn được ủng hộ bởi Carl Sagan, Frank Drake và một số người khác. Nguyên tắc tầm thường cho rằng Trái Đất là một hành tinh đất đá điển hình nằm trong một hệ hành tinh điển hình, thuộc một khu vực không đặc biệt của Ngân Hà, vì vậy sự sống có nhiều trong vũ trụ. Ward và Brownlee lại lập luận ngược lại: hành tinh, hệ hành tinh, và vùng thiên hà thân thiện với sự sống như Trái Đất, Hệ Mặt Trời và khu vực của chúng ta trong dải Ngân Hà là rất hiếm.
Bằng việc kết luận rằng sự sống phức tạp không phổ biến, thuyết Trái Đất hiếm là một đề cử cho đáp án của nghịch lý Fermi: "Nếu như có nhiều nền văn minh ngoài hành tinh, tại sao họ vẫn chưa đến thăm chúng ta?"